# Irlanda en los Juegos Olímpicos de París 2024
Irlanda estuvo representada en los Juegos Olímpicos de París 2024 por un total de 133 deportistas que compitieron en 15 deportes. Responsable del equipo olímpico es el Comité Olímpico de Irlanda, así como las federaciones deportivas nacionales de cada deporte con participación.
Los portadores de la bandera en la ceremonia de apertura fueron el jugador de golf Shane Lowry y la atleta Sarah Lavin.

## Medallistas
El equipo olímpico de Irlanda obtuvo las siguientes medallas:
| Nombre                         | Deporte            | Competición                 |
| ------------------------------ | ------------------ | --------------------------- |
| Oro                            |                    |                             |
| Kellie Harrington              | Boxeo              | 60 kg F                     |
| Rhys McClenaghan               | Gimnasia artística | Caballo con arcos M         |
| Daniel Wiffen                  | Natación           | 800 m libre F               |
| Fintan McCarthy Paul O'Donovan | Remo               | Doble scull ligero (LM2X) M |
| Plata                          |                    |                             |
| —                              |                    |                             |
| Bronce                         |                    |                             |
| Daniel Wiffen                  | Natación           | 1500 m libre F              |
| Mona McSharry                  | Natación           | 100 m braza F               |
| Daire Lynch Philip Doyle       | Remo               | Doble scull (M2X) M         |